# Comté de King (Washington)
Pour les articles homonymes, voir Comté de King et King.
Le comté de King (anglais : King County) est un des 39 comtés de l'État américain de Washington. Son siège est Seattle. Selon le recensement de 2018, sa population est de 2 233 163 habitants.

## Géographie
Le comté a une superficie de 5 974 km2, dont 5 506 km2 est de terre. Il est limitrophe du comté de Snohomish, du comté d'Island, du comté de Kitsap, du comté de Pierce, du comté de Kittitas, et du comté de Chelan.

## Étymologie
Nommé d'après William Rufus DeVane King qui était le vice-président des États-Unis lors de la création du Territoire de Washington, depuis 1986 le nom du comté fait référence à Martin Luther King. Le visage de ce dernier est visible sur le logotype et drapeau du comté.

## Plus grandes villes
1. Seattle
2. Bellevue
3. Federal Way
4. Kent
5. Shoreline
6. Renton

## Administration
La shérif en 2007 est Mme Susan Rarh qui supervise un personnel composé de 700 adjoints accrédités, de 400 fonctionnaires et de 4 chefs de service.

## Démographie
| Groupe            | Comté de King | Washington | États-Unis |
| ----------------- | ------------- | ---------- | ---------- |
| Blancs            | 68,7          | 77,3       | 72,4       |
| Asiatiques        | 14,6          | 7,2        | 4,8        |
| Afro-Américains   | 6,2           | 3,6        | 12,6       |
| Métis             | 5,0           | 4,7        | 2,9        |
| Autres            | 3,9           | 5,2        | 6,2        |
| Amérindiens       | 0,8           | 1,5        | 0,9        |
| Océaniens         | 0,8           | 0,6        | 0,2        |
| Total             | 100           | 100        | 100        |
|                   |               |            |            |
| Latino-Américains | 8,9           | 11,2       | 16,7       |

Selon l'American Community Survey, en 2016, 73,06 % de la population âgée de plus de 5 ans déclare parler anglais à la maison, alors que 6,42 % déclare parler l'espagnol, 3,86 % une langue chinoise, 1,82 % le vietnamien, 1,36 % une langue chamito-sémitique, 1,28 % le tagalog, 1,11 % le russe, 1,07 % le coréen, 1,05 % l'hindi, 0,76 % le japonais, 0,72 % une langue polynésienne, 0,65 % l'ukrainien, 0,55 % l'arabe, 0,51 % le français, 0,50 % le tamoul et 5,28 % une autre langue.

## Héraldique, logotype et devise

Logo jusqu'en 2007.
Logo du comté de King depuis 2007.

## Annexe